# Ashita no Joe
Ashita no Joe (あしたのジョー Ashita no Jō?, Joe del Mañana) es un manga creado en 1968 por Ikki Kajiwara e ilustrado por Tetsuya Chiba. Del manga se produjo un anime en 1970 de 79 episodios y otro en 1980, de 47 episodios.

## Trama
La historia comienza con Joe Yabuki, un muchacho problemático que ha pasado la mayor parte de su vida en orfanatos y que acaba de escapar de uno de ellos. Deambulando por los barrios pobres de Tokio, un hombre ebrio se le acerca a pedir monedas y ante la negativa de Joe, este se abalanza a golpearlo, Joe se defiende y lo noquea, quedando el viejo sorprendido, luego se presenta como Danpei Tange, un boxeador retirado que ve potencial de boxeador en Yabuki, pero este lo rechaza. Días después, Joe es arrestado y es llevado a la cárcel por unos días. En la cárcel pelea a puño limpio con Nishi, líder de una banda de matones. Tange lo saca de la cárcel y le vuelve a proponer entrenar para convertirlo en un campeón de boxeo a lo que Joe acepta, a cambio de que le pague y le de un hogar, aunque sus verdaderas intenciones son estafar a Danpei. Joe, junto con los niños del barrio, intentan estafar a la adinerada y caritativa Yōko Shiraki, diciendo que todos son hermanos huérfanos y que necesitan ayuda. Después de descubrirse la estafa, Joe toma como rehenes a los niños para intentar no volver a la cárcel, pero Danpei interviene en el escondite de Joe y lo noquea para poder apresarlo, entre lágrimas, Danpei entrega a Joe a la policía, pensando que sería lo mejor para él. Joe es sentenciado y es llevado al instituto de detención para menores, donde se reencuentra con Nishi, volviéndose estos amigos. Durante su estancia en la cárcel, Joe recibe cartas de Danpei que contienen explicaciones de cómo hacer golpes de box, Joe las rechaza durante mucho tiempo hasta que aburrido, las lee y se interesa un poco por el boxeo. Cuando el intenta escapar de la cárcel montado en un cerdo, es detenido por otro recluso, Toru Rikiishi, un boxeador profesional que terminó preso por malas decisiones, él noquea a Joe y lo humilla frente a todos los reclusos. Desde ese momento Joe consigue un propósito de vida, vencer a ese hombre, a Rikiishi, en un ring de box y se inicia el amor-odio por este deporte. Joe y Rikkishi se enfrentan en un combate, incentivado por Yōko Shiraki, es dominado por Rikiishi de principio a fin, hasta que en el último asalto, Joe contraataca y ambos terminan knock-out. El combate inspira a los otros presidiarios a practicar boxeo, y pronto se organiza un torneo para todos, y Danpei comienza a enseñar boxeo a todos los reclusos, prestándole atención más a un chico pequeño llamado Mamoru Aoyama, despertando la envidia en Joe. En las semifinales del torneo, Joe le toca enfrentarse a Aoyama, y a pesar de que este domina mayor parte del combate gracias a sus técnicas defensivas, Joe sale victorioso; posteriormente Danpei le dice a Joe que entrenaba a Aoyama para enseñarle que en el boxeo defenderse es tan importante como atacar. La final del torneo sería Joe contra Rikiishi, sin embargo un día antes de la pelea, Rikiishi sale de la cárcel, puesto que se había terminado su condena. Joe y Rikiishi prometen que habrá una pelea en el ámbito profesional.
Luego de salir de prisión, Joe, junto con Nishi, comienzan a dedicarse al boxeo profesional, a pesar de los problemas iniciales como tener que estar inscrito en un gimnasio y este debe estar aprobado por la federación japonesa de boxeo. Esta no quiere darle permiso a Tange para abrir un gimnasio debido a que el maltrataba a sus boxeadores, pero se ven obligados a concederle la licencia cuando interviene Yōko Shiraki, nieta del dueño del gimnasio Shiraki, en el cual entrena Rikiishi. Joe tiene un arranque prometedor, no así Nishi que tiene varios problemas a la hora de pelear, hasta que gracias a la ayuda de Joe puede superar sus miedos y conseguir buenos puestos entre los pesos pesados; mientras que Joe consigue ganar todas sus peleas en el peso gallo, gracias a los consejos de Danpei y a su letal contraataque. Tras esta seguidillas de victorias Joe debe pelear con el mejor de su peso, Lobo Kanagushi, quien trabaja junto con su gimnasio para poder resolver el contraataque de Yabuki. Llega la noche de la pelea, esta comienza con un Joe dominador y al borde de dejar knockout a Lobo, pero cuando intenta liquidar la pelea con su contraataque, se encuentra que es inútil, puesto que Lobo lo responde con una doble contra, dejando a Joe en la lona y al borde de perder la pelea, pero en ese momento aparece Rikiishi, quien estaba entre el público, y lo alienta a que se pare y siga peleando, Joe se repone y logra vencer utilizando un triple contraataque, dejando fuera de combate a Lobo, después de su victoria Rikiishi le ofrece pelear contra él para tener por fin su revancha, a lo que Joe acepta. Antes de comenzar su entrenamiento, el equipo Tange recibe la noticia de que la mandíbula de Lobo Kanagushi quedó terriblemente dañada después de la pelea, por lo que no podría volver a boxear, y el dueño del gimnasio al que pertenecía lo echó, lo que le genera un cargo de conciencia a Joe, que se vería después defendiendo a Lobo en una pelea callejera o prestándole una gran cantidad de dinero. 
Tanto Joe como Rikiishi comienzan a entrenar para la pelea, mientras Joe hace sparring con Danpei y Nishi al mismo tiempo para mejorar su velocidad,  Rikiishi se somete a una dieta estricta y a unas sesiones de entrenamientos intensivas en un sauna, todo esto con el objetivo de poder bajar de peso para poder igualar el peso de Joe, debiendo bajar dos categorías porque es peso pluma, sin embargo Rikiishi lo logra y puede pelear con Yabuki. Llega la tan ansiada pelea, en la que ambos peleadores dan todo, pero en el séptimo asalto, Rikiishi logra knockear a Joe utilizando una triple contra (de la misma manera que Joe venció a Lobo Kanagushi). Cuando Joe logra reponerse del knockout, acepta su derrota y va a felicitar a Rikiishi por su victoria, tendiéndole la mano, pero cuando este intenta devolverle el gesto se desploma y cae, Rikiishi había muerto después de darlo todo contra Joe, habiendo quemado la llama de su vida, muriendo con una sonrisa en su rostro por haber cumplido su objetivo. 
En este momento culmina lo que se considera la primera parte de la historia de Yabuki Joe. Los autores, con el tiempo, deciden escribir una segunda parte.
Joe queda traumatizado por la muerte de Rikiishi, puesto que el golpe en la sien que le dio durante el combate en el sexto asalto, lo hizo caer bruscamente contra las cuerdas, provocándole un derrame cerebral, que combinado con la dieta extrema que hacia, acabó con su vida. Ante el shock emocional que le produjo el suceso, Joe decide abandonar el boxeo, a Danpei Tange y Nishi, y a todos lo niños. Vuelve a vagar por las calles, tras un tiempo, es testigo de como Lobo Kanagushi se ha transformado en un matón de la mafia, y también es testigo cuando este se enfrenta a un gánster llamado Goromaki Gondo, quien le propina un puntapié en la mandíbula dejándolo inutilizado y fuera de combate, Joe salta en defensa de Lobo y le pide a los amigos de este que lo lleven al hospital, luego se enfrenta a Gondo, a quien logra derribar y este se retira del combate, diciendo que nunca le podría ganar, porque él ve en Joe "fuego" en sus ojos, de aquí en adelante Joe sumaria otro amigo. Después del incidente con Gondo, Joe se encuentra con Yôko, la cual le reprocha que la muerte de Rikiishi habría sido en vano si él se retira de esa manera, de modo que finalmente decide volver al boxeo, regresando al gimnasio Tange, sin embargo, durante un sparring con Nishi, este se percata de que Joe no ataca a la cabeza, solo da golpes al cuerpo. Nishi le cuenta sus dudas a Tanpei y este se da cuenta de que, inconscientemente, el trauma de Joe sigue en su cabeza, de modo que Joe no es capaz de golpear en la sien, y golpea constantemente al cuerpo, ambos procuran guardar el secreto. Se da el regreso de Joe al cuadrilátero, consiguiendo varias victorias, todos por KO, con golpes al cuerpo. La federación de boxeo japonés, cansada de Joe, decide estudiar sus combates, percatándose del trauma de Joe, elaboran una estrategia para que Joe enfrente a los tres primeros del ranquin japonés, y aprovechándose de su trauma para derrotarlo en esos tres combates, a pesar de que Joe golpea en la sien, este vomita después de hacerlo.
Tras esto, Danpei decide cerrar el gimnasio para que Joe pueda retirarse del boxeo y seguir con su vida, pero Joe no lo quiere dejar, por lo que decide irse con una compañía de espectáculos para intentar seguir boxeando, pero se siente vacío al combatir en combates fingidos, y tras un tiempo vuelve con Danpei, superando su trauma por sus ansias de luchar contra el venezolano Carlos Rivera, un boxeador muy completo, pero que es apodado "el rey sin corona" debido a que no ha disputado un combate por el título mundial.
En su meteórica carrera, Joe finalmente se enfrenta con Carlos Rivera, boxeador que ocupa el puesto número 6 en el ranquin mundial de boxeo. La pelea termina en empate y, dos semanas después Rivera pelearía por el campeonato mundial.
Joe se ha hecho de una reputación como boxeador profesional, gana pelea tras pelea y derrota al campeón de la OPBF, el boxeador coreano Ryuuhi Kim. Tras vencer a Kim, Joe logra defender exitosamente el título varias veces, siendo su última defensa contra el peleador Malayo Harimao. 
Por fin Joe tiene la oportunidad de pelear por el título mundial de boxeo y peleará con el campeón de la WBC, José Mendoza, quien había derrotado a Carlos Rivera con un knock-out en el minuto y medio del primer asalto, acabando con la carrera de Rivera al provocarle el síndrome "Punch Drunk" (Demencia pugilística) debido a la fuerza de sus golpes.
Yōko descubre que Joe padece el mismo síndrome que Carlos, solo que aún más deteriorado, sin embargo, gracias a su adrenalina en los combates, apenas habían sido visibles los devastadores efectos de este mal, intenta evitar que Joe luche contándole que su salud corre grave peligro, este contesta que ya era consciente del daño que sufría, puesto que se trata de su propio cuerpo, al no poder convencerle, y desesperada, revela sus sentimientos hacia Joe, declarando que le ama y que por fin lo había comprendido, agradeciendo sus sentimientos hacia él, Joe responde "El hombre más fuerte del mundo me espera en el ring, he de ir", finalmente Joe y Mendoza se enfrentan por el título mundial de boxeo. En un brutal combate, ambos peleadores se golpean sin darse tregua, sin importar cuanto castigo se inflijan uno al otro. Durante el desarrollo del combate, tanto Joe como Mendoza se alternan en el dominio de la contienda. En varias oportunidades, Joe está a punto de vencer a Mendoza y de obtener el título mundial de boxeo. Mendoza, superado por Yabuki, puede ver en los ojos de Joe, las imágenes de todos los otros boxeadores a quienes había derrotado a lo largo de su carrera y comienza a sospechar que en realidad Yabuki Joe está muerto, que está luchando con un fantasma, y espantado, aterrorizado, realiza varias faltas y se le resta un punto, ganándose además el odio de la multitud que había asistido a ver la pelea.
Tras quince intensos asaltos, el combate llega a su fin y el árbitro separa a los dos peleadores. Joe, agotado, termina desplomándose sobre la banqueta de su rincón, satisfecho por como peleó. Joe pide a Danpei que le quite los guantes y se los entrega a Yōko pidiéndole que los guarde.
Mientras se espera la decisión de los jueces, se puede sentir una gran tensión en el estadio; los jueces dan por vencedor a José Mendoza, quien retiene el título mundial.
En un dramático desenlace de la historia, el árbitro levanta la mano de Mendoza, pero ante el asombro de todos, Mendoza luce extremadamente frágil, con todo el cabello blanco, como si hubiese envejecido por la brutal pelea. Danpei se gira hacia Joe para consolarle por la derrota, pero es mayor el horror de todos en el estadio, cuando se dan cuenta de que Joe ha muerto como consecuencia de los golpes recibidos: Mendoza ha matado a golpes a Joe, quien yace muerto en su rincón, sentado en la banqueta, y con una serena sonrisa dibujada en el rostro, habiendo quemado la llama de la vida hasta reducirla a cenizas.

## Personajes
Jō "Joe" Yabuki (矢吹丈)
Seiyū: Teruhiko Aoi
El protagonista de la historia. Él es conocido por sus largos mechones y porque siempre llevaba un abrigo de color beige desgastado y una gorra roja. Cuando comienza la serie, Joe es un adolescente que tuvo una niñez muy difícil. Ha crecido en distintos orfanatos e instituciones, de las que ha escapado en varias oportunidades. Joe se ha endurecido emocionalmente y solo se muestra afectuoso con los niños del orfanato Doyagai que lo consideran como un hermano mayor.
Danpei Tange (丹下 段平)
Seiyū: Juukei Fujioka
El entrenador de Joe. Antes de conocer a Joe, se conoce que Danpei solía ser un boxeador, sin embargo, después de la pérdida de uno de sus ojos, se vio obligado a renunciar a su carrera en el boxeo, a cambio del objetivo de convertirse en un entrenador, pero debido a su estricto enfoque violento, apasionado e incluso desesperado en la formación de sus boxeadores (que no lo podían soportar y se iban hacia mejores gimnasios) quedó sin trabajo y finalmente, un alcohólico sin hogar. Después de conocer a Joe y, afirmando que él tiene potencial enorme para el deporte, deja de beber (solo bebiendo en ocasiones especiales) y se compromete a entrenarlo para ser el mejor de Japón o incluso el mejor boxeador del mundo, con la esperanza de un mañana mejor para ambos.
Kan'ichi "Mammoth" Nishi (西寛一 / マンモス)
Seiyū: Toku Nishio (1970), Shirō Kishibe (películas), Jirō Daruma (1980)
Es el mejor amigo de Joe y también un boxeador de la categoría de los pesos pesados. Conoce a Joe en la cárcel donde era un matón y luego lo acompaña en reformatorio; a pesar de ser presentado en la serie como un matón, luego se demuestra que no tiene confianza en sí mismo. 
Noriko Hayashi (林 紀子)
Seiyū: Tomoyo Ozawa (1970), Megumi Moriwaki (1980), Toshiko Fujita (2º película)
Una amiga de la infancia de Joe, que vive en su mismo vecindario, teniendo una tienda con sus padres. Noriko demuestra tener ciertos sentimientos románticos hacia Joe; sin embargo, este parece darse cuenta e ignorarlo. Noriko abandona toda oportunidad de estar con Joe al casarse con Nishi, a pesar de no verse muy comprometida a su matrimonio.
Yōko Shiraki (白木葉子)
Seiyū: Masako Ebisu (1970), Fumi Dan (películas), Emi Tanaka (1980)
Joe y Yoko se conocen por primera vez en los tribunales, debido a haber sido estafada por él. Yoko es la heredera de la adinerada familia Shiraki; de la cual ella se hace directora del gimnasio, llamado “Shiraki Boxing Club”, mismo gimnasio del cual pertenece su rival, Rikiishi Tōru. Yoko demuestra tener sentimientos a Joe.

Rikiishi Tōru (力石徹)
Seiyū: Shūsei Nakamura (1970), Toshiyuki Hosokawa (1º película)
Es el rival de Joe desde que lo conoce en el reformatorio, en cuanto Joe le amenaza, sin saber que Rikiishi es un boxeador profesional. Joe mata a Rikiishi en el ring en cuanto la pelea termina, cayendo desmayado, sin poder estrechar manos.

Wolf Kanagushi (ウルフ金串)
Seiyū: Osamu Katō, Rokurō Naya (1980)
Goromaki Gondo (権藤ゴロマキ)
Seiyū: Chikao Ōtsuka (1970), Takeshi Watabe (1980)
Un gánster el cual Joe se encuentra cuando estaba deambulando. Conocerlo fue una de las razones por las que Joe decide volver a boxear de nuevo. También ayudó a Joe en su entrenamiento para la pelea contra Harimao y asistió a la pelea de Joe contra José Mendoza por el Campeonato Mundial.
Carlos Rivera (カーロス・リベラ)
Seiyū: Taichirō Hirokawa (1970), Ryūsei Nakao (1980), Joe Yamanaka (2º película)
Un boxeador de peso gallo venezolano que ocupó el puesto número 6 en el mundo. Llamado el "rey sin corona", porque se decía que el campeón del mundo (José Mendoza) le tenía demasiado miedo para enfrentarse a él en un combate. Fue invitado a Japón por Shiraki Yoko para ayudar a Joe a recuperar su forma de pelear.
Kim Ryuuhi (金 竜飛)
Seiyū: Norio Wakamoto
Campeón de peso gallo OPBF. Teniente del Ejército de Corea. Se convirtió profesional a los 33 años. Su estilo de boxeo es frío y muy prudente a diferencia de Joe.
Harimao (ハリマオ)
Seiyū: Takashi Taguchi
Es un boxeador de Malasia con una actitud y forma de boxear muy salvaje y brutal, fue invitado a Japón por yoko para que logre que yabuki despierte su lado feroz.
José Mendoza (ホセ・メンドーサ)
Seiyū: Yoshito Miyamura (1980), Masumi Okada (2º película)
Apodado 'El Rey de Reyes' es el invicto Campeón Mundial del peso gallo venido de México. Cuando Joe comienza a competir a nivel mundial, Mendoza se convierte en su nuevo objetivo. Este personaje está basado en Carlos Zárate Serna Boxeador Mexicano que fue campeón mundial de peso gallo y que en 70 de sus refriegas logró ganar 63 por la vía más convincente, ganando otras 3 por la vía de las tarjetas y solo cayó en 4 combates dos de estos ya al final de su carrera, cuando era ya muy viejo para el boxeo.

## Media

### Manga
El manga escrito por Ikki Kajiwara y dibujado por Tetsuya Chiba fue serializado del 1 de enero de 1968 al 13 de mayo de 1973 en la revista Weekly Shōnen Magazine publicada por Kōdansha. Posteriormente, los distintos capítulos se recopilaron en veinte volúmenes de tankōbon publicados desde el 7 de marzo de 1970 hasta el 15 de junio de 1973. Arechi Manga obtuvo la licencia en España.

### Anime

#### Episodios y películas animadas
Mushi Production produjo el anime basada en los primeros 14 volúmenes de Ashita no Joe. Fue transmitido en Japón por Fuji TV desde el 1 de abril de 1970 hasta el 29 de septiembre de 1971. TMS Entertainment hizo una segunda temporada, que comenzó en el volumen 9 y cubrió el resto de la serie, y fue transmitida por Nippon TV desde 13 de octubre de 1980 al 31 de agosto de 1981. Ambas temporadas fueron dirigidas por Osamu Dezaki. El 2 de marzo de 2005, Nippon Columbia lanzó la versión completa de la primera temporada en 2 cajas de DVD, que cubren 33 horas y 55 minutos de metraje en 79 episodios que abarcan 16 discos. También incluye un libro de explicaciones a todo color en 3 volúmenes que suman 120 páginas. Los formatos de lanzamiento anteriores incluyen mini-box sets el 21 de septiembre de 2001 y discos individuales el 21 de septiembre de 2002. Crunchyroll comenzó a transmitir la segunda temporada el 24 de marzo de 2014, bajo el nombre de Champion Joe 2. 
En noviembre de 2024, Crunchyroll obtuvo la licencia de la serie en América del Norte y América Latina.
En 2018, se lanzó Megalo Box, una reinvención futurista del original, como parte del 50 aniversario del manga. La serie es el concepto final de muchas ideas iniciales del director Moriyama, siendo un concepto que la historia se base en Rikiishi Toru, el rival predestinado de Joe y amigo de toda la vida. El programa se transmitió en Japón del 6 de abril de 2018 al 29 de junio de 2018 y se transmitió simultáneamente en Crunchyroll. La serie obtuvo la licencia de Viz Media para un lanzamiento en inglés y comenzó a transmitirse en Toonami en los Estados Unidos a partir del 8 de diciembre de 2018. Una segunda temporada, Megalobox 2: Nomad , se lanzó en 2021 y tuvo lugar varios años después de los eventos de la primera temporada.

### Películas

#### Anime
Las versiones editadas de las dos series de anime fueron distribuidas como películas de anime por Nippon Herald Films el 8 de marzo de 1980 y el 4 de julio de 1981, respectivamente.
La primera película, Ashita no Joe, obtuvo ingresos por alquiler de distribuidores de 500 millones de yenes en la taquilla japonesa en 1980.

#### Acción real
En 1970 se estrenó en Japón una película de acción real basada en el manga, con Shōji Ishibashi como Joe Yabuki, Ryūtarō Tatsumi como Danpei Tange y Seiichirō Kameishi como Tōru Rikiishi.
Una segunda adaptación cinematográfica de acción real se estrenó en Japón el 11 de febrero de 2011, protagonizada por el popular actor y cantante Tomohisa Yamashita como Joe Yabuki, Teruyuki Kagawa como Danpei y Yūsuke Iseya como Tōru Rikiishi. La película también recibió una respuesta positiva de Maggie Lee de Hollywood Reporter, quien elogió el boxeo del elenco pero criticó la caracterización de Danpei y Yoko. Russell Edwards de Variety disfrutó del trabajo del director y, al igual que Lee, disfrutó del trabajo de los actores principales. La película recaudó 1.100 millones de yenes ( 14 millones de dólares ) en la taquilla japonesa en 2011. 

### Obra de Teatro
Una obra de teatro dirigida por Eiichi Yogi, se presentó del 25 al 29 de mayo de 2016 en el teatro Sumida Park Studio Kura en Tokio.

### Videojuegos
| Títulos                                    | Títulos Alternativos         | Editor              | Desarrolador | Plataforma       | Lanzamiento             |
| ------------------------------------------ | ---------------------------- | ------------------- | ------------ | ---------------- | ----------------------- |
| Tomorrow's Joe                             |                              | CSK                 | Filcom       | PC-8801, FM-7    | Julio de 1983           |
| Tomorrow's Joe                             |                              | Taito               | Wave Corp    | Arcade           | 1990                    |
| Legend of Success Joe                      | Tomorrow's Joe Legend        | SNK                 | Wave Corp    | Neo Geo          | 1991                    |
| Tomorrow's Joe                             |                              | K Amusement Leasing | Wave Corp    | SNES             | 27 de noviembre de 1992 |
| Boxing Mania: Tomorrow's Joe               | Boxing Mania                 | Konami              |              | Arcade           | 2001                    |
| Tomorrow's Joe Touchi: Typing Namida Hashi | Tomorrow's Joe Keyboard Pack | Sunsoft             | Sunsoft      | PlayStation 2    | 29 de marzo de 2001     |
| Tomorrow's Joe 2: The Anime Super Remix    |                              | Capcom              | Capcom       | PlayStation 2    | 20 de junio de 2002     |
| Tomorrow's Joe Masshiro ni Moe Tsukiro!    |                              | Konami              |              | PlayStation 2    | 4 de diciembre de 2003  |
| Tomorrow's Joe Makkani Moeagare!           |                              |                     | Konami       | Game Boy Advance | 4 de diciembre de 2003  |

## Banda sonora

### Anime

#### Primera temporada[3]
- Opening: Ashita no Joe por Isao Bitō.
- Endings:
  - Joe no Komoriuta por Asao Koike (eps 1-40).
  - Rikiishi Toru no Theme por Hide Yuki (eps 41-79).

#### Segunda temporada[6]
- Openings:
  - Kizudarake no Eikou por Takeshi Obo (eps 1-25).
  - Midnight blues por Ichirō Araki (eps 26-47).
- Endings:
  - Hateshinaki Yami no Kanata ni por Takeshi Obo (eps 1-25).
  - Hateshinaki Yami no Kanata ni por Ichirō Araki (eps 26-47).

### Películas[11]
- Opening: Ashita no Joe ~Utsukushiki Okami Tachi~ (あしたのジョー～美しき狼たち～) por Takeshi Obo.
- Endings:
  - K.O. (ノックアウト) por Yasuo Shimizu.
  - Goodbye Joe (グッバイ・ジョー) por Sue Susanna.

## Cine
El manga de Ashita no Joe fue llevada al cine en 1980 en la película animada Ashita no Joe o Rockie Joe en otros países, dónde se hace una recopilación de los primeros 54 capítulos de la primera temporada de televisión. La segunda parte de la historia también fue llevada al cine en 1981 con la película animada Ashita no Joe 2 o Rocky Joe 2. En 1970 y 2011 se estrenaron las únicas películas en imagen real tituladas Ashita no Jô.

## La serie en España
De la primera serie (1970), a los videoclubs españoles llegaron los nueve primeros episodios de la mano de Ízaro Films con el título "La vida de Rocky" (si bien las carátulas de las cintas llevaban el título "Rocky Joe"). El doblaje estaba grabado en Madrid.
La segunda serie de televisión (1980) se estrenó en España en 1990 por la cadena Antena 3, bajo el título de El campeón, los domingos entre el 9 de septiembre y el 11 de noviembre, siendo el único anime programado en prime time en la década de los noventa en esa cadena. En aquella ocasión no llegó a emitirse entera, cosa que sí ocurrió años después durante su reemisión en Vía Digital. En ambas emisiones, el doblaje era el latinoamericano, con la particularidad de que en Antena 3 se escuchaba una voz en off (grabada en España) leyendo los títulos de los episodios. Asimismo, las sintonías de apertura y cierra emitidas por Antena 3 eran dos de las sintonías japonesas, pero dobladas en España. La emisión de Vía Digital, en cambio, mantuvo como sintonía única el sencillo rap (que repetía una y otra vez el título de la serie) que el doblaje latino traía de origen.
El manga es editado por Arechi Ediciones

## Cultura popular
- El Vuelo 351 de Japan Airlines fue secuestrado al grito de «¡Somos Ashita no Joe!» por el Ejército Rojo Japonés.[13]

- El funeral de Tohru Rikiishi a lo largo de la serialización del manga, el personaje "Tohru Rikiishi" adquirió una gran popularidad, tanto que hasta en algunas ocasiones fue considerado más popular que el mismo protagonista de la serie, así que cuando esté personaje falleció en ese impactante capítulo, la gente quedó en shock, el país entero se congeló, el revuelo fue tal que gente de todas las edades (en especial niños) llamaban masivamente al autor llorando y diciendo "¿Porque mataste a Rikiishi?", O le enviaban cartas diciendo eso, El spam de llamadas y cartas era tanto, que por esto mismo se decidió quitar de las revistas el domicilió de los mangakas, porque si no sabían, antes se ponían las direcciones y números telefónicos de los autores para que la gente les envíen cartas para dar sus opiniones de los capítulos, pero esto fue tan masivo que se optó por quitar esa modalidad en las revistas, pero lo más impactante llegó después. Ya que la misma gente se propuso hacer un funeral para el personaje, dónde hasta invitaron a los autores Tetsuya chiba e Ikki Kajiwara, le pidieron a la editorial que publicaba el manga que si les dejaba hacerlo en uno de sus pisos, y está accedió. Así que, el 24 de marzo de 1970, unas 700 personas se mostraron por las calles vestidas de negro, con brazaletes, flores e inciensos donde participaron en el funeral realizado en el sexto piso de las oficinas de la editorial Kōdansha donde hubo un ring de boxeo y un sacerdote budista quién recitó varios sutras, y además el cantante del primer opening de la serie "Isao Bito" canto las canciones de esta misma.